# Mehanizirana brigada Aosta
Mehanizirana brigada Aosta (italijansko Brigata Meccanizzata "Aosta") je mehanizirana brigada Italijanske kopenske vojske, ki je trenutno garnizirana na Siciliji. 

## Zgodovina
Enota nadaljuje vojaško tradicije enote, ki izhaja iz leta 1831: Pehotna brigada Aosta (1831-1871; 1881-1926), 28. pehotna brigada (1926-1939), 28. pehotna divizija (1939-43), 28. divizija notranje varnosti (1944-46), Pehotna brigada Aosta (1946-1947), Pehotna divizija Aosta (1948-1961), Pehotna brigada Aosta (1961-1975) in Motorizirana brigada Aosta (1975-1992).
Brigada je ena izmed ključnih italijanskih enot za sodelovanje v mednarodnih mirovnih misijah; do danes je tako brigada delovala na Kosovu, Afganistanu in Iraku.

## Organizacija[3]
- Štab in taktična podpora (Sassari)
- 6. bersaljerski polk
- 5. mehanizirani pehotni polk
- 62. mehanizirani pehotni polk
- 6. konjeniški polk (Palermo)
- 5. pehotni polk (Messina)
- 4. jurišnoinženirski polk
- 24. samovozni artilerijski polk (Messina)

Vsi polki imajo moč bataljona.

## Vodstvo
Poveljniki
- Brigadni general Roberto Speciale
- Brigadni general Antonio Lombardo
- Brigadni general Gaetano Cigna
- Brigadni general Antonio Guida
- Brigadni general Giacomo Guarnera
- Brigadni general Giuseppe Di Donato
- Brigadni general Adriano Santini
- Brigadni general Sandro Santroni
- Brigadni general Salvatore Altomare
- Brigadni general Riccardo Marchiò
- Brigadni general Vincenzo Santo
- Brigadni general Nicolò Falsaperna
- Brigadni general Roberto Perretti
- Brigadni general Luigi Vinaccia